# Sergio Castelletti
Sergio Castelletti (30. prosinec 1937, Casale Monferrato, Italské království – 28. listopad 2004, Florencie, Itálie) byl italský fotbalový obránce a trenér.
Nastupoval na levé straně obrany. Nikdy za svou 15letou kariéru nevstřelil branku. Fotbalově vyrostl v mládežnickém klubu Turína. Za dospělí tým nastoupil prvně v sezoně 1956/57. Poté odešel na hostování do Vigevanu. Po návratu přestoupil do Fiorentiny, kde získal čtyři velké vítězství. Dvakrát vyhrál italský pohár (1960/60, 1965/66) a po jedné vyhrál pohár PVP (1960/61) a Středoevropský pohár (1966). Za osm let za fialky nastoupil do 214 utkání v nejvyšší lize. Poté byl prodán do Lazia, kde působil dva roky a kariéru zakončil v roce 1971 v Ternanu.
Za reprezentaci odehrál sedm utkání.
Po hráčské kariéře se stal trenérem. Působil v nižších ligách. Po skončení trenéřiny v roce 1979 se věnoval mládeži ve Fiorentině.

## Hráčská statistika
| Sezóna  | Klub       | Liga    | Liga   | Liga | Ligové poháry | Ligové poháry | Ligové poháry | Kontinentální poháry | Kontinentální poháry | Kontinentální poháry | Celkem | Celkem |
| Sezóna  | Klub       | Soutěž  | Zápasy | Góly | Soutěž        | Zápasy        | Góly          | Soutěž               | Zápasy               | Góly                 | Zápasy | Góly   |
| ------- | ---------- | ------- | ------ | ---- | ------------- | ------------- | ------------- | -------------------- | -------------------- | -------------------- | ------ | ------ |
| 1956/57 | Turín      | Serie A | 2      | 0    | -             | 0             | 0             | -                    | 0                    | 0                    | 2      | 0      |
| 1957/58 | Vigevano   | Serie C | 34     | 0    | IP            | 5             | 0             | -                    | 0                    | 0                    | 39     | 0      |
| 1958/59 | Fiorentina | Serie A | 32     | 0    | IP            | 2             | 0             | -                    | 0                    | 0                    | 34     | 0      |
| 1959/60 | Fiorentina | Serie A | 29     | 0    | IP            | 2             | 0             | -                    | 0                    | 0                    | 31     | 0      |
| 1960/61 | Fiorentina | Serie A | 29     | 0    | IP            | 4             | 0             | PVP                  | 4                    | 0                    | 37     | 0      |
| 1961/62 | Fiorentina | Serie A | 17     | 0    | IP            | 0             | 0             | Stř.P+PVP            | 5+6                  | 0                    | 28     | 0      |
| 1962/63 | Fiorentina | Serie A | 33     | 0    | IP            | 2             | 0             | -                    | 0                    | 0                    | 35     | 0      |
| 1963/64 | Fiorentina | Serie A | 24     | 0    | IP            | 3             | 0             | -                    | 0                    | 0                    | 27     | 0      |
| 1964/65 | Fiorentina | Serie A | 28     | 0    | IP            | 0             | 0             | Stř.P+Vel.P          | 2+2                  | 0                    | 32     | 0      |
| 1965/66 | Fiorentina | Serie A | 22     | 0    | IP            | 3             | 0             | Vel.P                | 3                    | 0                    | 27     | 0      |
| 1966/67 | Lazio      | Serie A | 22     | 0    | IP            | 2             | 0             | Stř.P                | 4                    | 0                    | 28     | 0      |
| 1967/68 | Lazio      | Serie B | 4      | 0    | IP            | 1             | 0             | -                    | 0                    | 0                    | 5      | 0      |
| 1968/69 | Massese    | Serie C | 37     | 0    | -             | 0             | 0             | -                    | 0                    | 0                    | 37     | 0      |
| 1969/70 | Ternana    | Serie B | 34     | 0    | IP            | 3             | 0             | -                    | 0                    | 0                    | 37     | 0      |
| 1970/71 | Ternana    | Serie B | 29     | 0    | IP            | 3             | 0             | -                    | 0                    | 0                    | 32     | 0      |
| Celkově | Celkově    | Celkově | 376    | 0    | -             | 33            | 0             | -                    | 26                   | 0                    | 440    | 0      |

## Hráčské úspěchy

### Klubové
- 2× vítěz italského poháru (1960/60, 1965/66)
- 1× vítěz poháru PVP (1960/61)
- 1× vítěz Středoevropského poháru (1966)

### Reprezentační
- 1× na MP (1955–1960)